# Pavčina Lehota
Pavčina Lehota és un poble i municipi d'Eslovàquia que es troba a la regió de Žilina, al centre-nord del país.

## Història
La primera menció escrita de la vila es remunta al 1233.

## Demografia
| Godina             | 1994 | 2004   | 2014   | 2024   |
| ------------------ | ---- | ------ | ------ | ------ |
| Nombre de persones | 353  | 343    | 373    | 401    |
| Diferència         |      | −2,83% | +8,74% | +7,50% |

| Godina             | 2023 | 2024   |
| ------------------ | ---- | ------ |
| Nombre de persones | 404  | 401    |
| Diferència         |      | −0,74% |